# Femme Fatale (中森明菜のアルバム)
『Femme Fatale』（ファム・ファタル）は、日本の歌手中森明菜の13作目のスタジオ・アルバム。このアルバムは1988年8月3日にワーナー・パイオニアよりリリースされた (LP: L-12653, CT: LKF-8153, CD: 32XL-195)。

## 概要
『Femme Fatale』は、海外のアレンジャーやミュージシャンを起用しロサンゼルスで録音された、1988年発表の2枚目となる通算13枚目のスタジオ・アルバムで、1988年8月3日に、LP (L-12653)、CT (LKF-8153)、CD (32XL-195)の3形態で同時発売された。
海外アレンジャーには、マドンナの「クレイジー・フォー・ユー」などを手掛けたジョン・リンド、リンダ・ロンシュタットらに楽曲提供した元クリトーンズのマーク・ゴールデンバーグ、ビリー・アイドルを手掛けたスコット・ウィルクが参加。海外ミュージシャンには、元ハンブル・パイのピーター・フランプトン、Mr.ミスターのスティーヴ・ファリス、スタンリー・クラークのアルバムにも参加したマイケル・トンプソンがギターを担当、キーボードにはビル・メイヤーズなどが参加した。
本作のタイトルの「Femme Fatale」とは、フランス語で "魔性の女"  "運命の女" の意味をもつ。このアルバムの帯には、「TAKE UP A NEW FASHION!! ダンサブルでビート感溢れる」と記載されている。オリコン・ウィークリーでは本作について、収録曲全曲が「オール・ダンサブル・リズム」と指摘した。前スタジオ・アルバム『Stock』に引き続いて本作もシングル楽曲は未収録である。収録楽曲の「Reversion (Desire)」のレコーディングでは、シンクラヴィアが使用された。
本作発売より先行して1988年7月20日から、スタジオ・アルバム『Stock』と本作を引っ提げた同名のコンサート・ツアーFemme Fataleを開催した。また、本作収録楽曲は音楽番組でも披露された。1988年9月2日放送のテレビ朝日系の音楽番組『ミュージックステーション』、1988年9月7日放送のフジテレビ系音楽番組『夜のヒットスタジオDELUXE』で「So Mad」を披露。この他、1988年9月21日放送の『夜のヒットスタジオDELUXE』で「La Liberté」を、1988年10月5日放送の同番組で「抱きしめていて (Love Is My Favorite Lesson)」をテレビ披露した。

## 批評
本作の歌唱について、ライターの北島由記子は「官能的に歌う」と指摘した。『オリコン・ウィークリー』では、このアルバムのメロディーについて、"ポップ"で"クリアー"と指摘し、歌唱については「セクシー唱法、ウィスパー唱法、シャウト唱法」と多彩であるが、中森のミステリアスな訴求力に溢れていると指摘した。

## 記録
本作は、1988年8月15日付のオリコン週間アルバムチャートで初登場2位を記録後、翌週の1988年8月22日付で最高順位1位を記録した。この1988年8月22日付の、LP、カセット、CDの各オリコン週間チャートでは、いずれも最高順位2位を記録したが、これらを合算した総合チャートであるアルバムチャートで首位獲得を果たしている。1988年のオリコン年間アルバムチャートでは30位を記録した。

## 収録曲

### CD
| コーラス・アレンジ: 椎名和夫（M-10を除く） |                                                 |              |                                       |                          |       |
| #                                          | タイトル                                        | 作詞         | 作曲                                  | 編曲                     | 時間  |
| 1.                                         | 「Reversion (Desire)」                          | 道行恵       | ダイナ・ミラー アラン・ゴーリー       | スコット・ウィルク       | 4:36  |
| 2.                                         | 「Heartbreak」                                  | 青木久美子   | 葛口雅行                              | ジョン・リンド           | 4:09  |
| 3.                                         | 「抱きしめていて (Love Is My Favorite Lesson)」 | 冬杜花代子   | ジュリー・モリソン                    | マーク・ゴールデンバーグ | 4:28  |
| 4.                                         | 「Femme Fatale」                                | 青木久美子   | ニック・ウッド                        | ジョン・リンド           | 4:30  |
| 5.                                         | 「I Know 孤独のせい」                           | QUMICO FUCCI | QUMICO FUCCI                          | マーク・ゴールデンバーグ | 4:31  |
| 6.                                         | 「La Liberté」                                  | 森由里子     | ジョーイ・カーボーン                  | ジョーイ・カーボーン     | 4:33  |
| 7.                                         | 「So Mad」                                      | 冬杜花代子   | 関根安里                              | スコット・ウィルク       | 4:17  |
| 8.                                         | 「Paradise Lost (Love Is In Fashion)」          | 森由里子     | ロバート・エトル マイケル・デ・バレス | マーク・ゴールデンバーグ | 4:06  |
| 9.                                         | 「Move Me (Strictly Confidential)」             | 蔦田佳子     | ロバート・エトル ピーター・ブリス     | スコット・ウィルク       | 4:03  |
| 10.                                        | 「Jive」                                        | QUMICO FUCCI | 都志見隆                              | 三宅純                   | 4:01  |
| 合計時間:                                  | 合計時間:                                       | 合計時間:    | 合計時間:                             | 合計時間:                | 43:14 |

## クレジット
『Femme Fatale』のライナー・ノーツ、帯より
| 参加ミュージシャン - スコット・ウィルク：編曲 (M-1、7、9) - マーク・ゴールデンバーグ：編曲 (M-3、5、8) - ジョン・リンド：編曲 (M-2、4) - ジョーイ・カーボーン：編曲 (M-6) - 三宅純：編曲 (M-10) - ピーター・フランプトン：ギター - マイケル・トンプソン：ギター - スティーブ・ファリス：ギター - ビル・メイヤーズ：キーボード - ジェニファー・コンドス：ベース - 椎名和夫：全コーラス・アレンジ（「Jive」を除く） | スタッフ - ミックス・エンジニア：フランシス・バックリー、スコット・ウィルク、マーク・ゴールデンバーグ、ジョン・リンド（representation for Japan by BLUE JAY WEST Inc.） - 撮影：海田俊二 |

## リリース履歴
| 発売日        | レーベル                       | 規格                       | 品番          | 備考                                                |
| ------------- | ------------------------------ | -------------------------- | ------------- | --------------------------------------------------- |
| 1988年8月3日  | ワーナー・パイオニア           | LP                         | L-12653       |                                                     |
| 1988年8月3日  | ワーナー・パイオニア           | CT                         | LKF-8153      |                                                     |
| 1988年8月3日  | ワーナー・パイオニア           | CD                         | 32XL-195      |                                                     |
| 1991年6月17日 | ワーナーミュージック・ジャパン | CD                         | WPCL-426      | 廉価盤、紙帯                                        |
| 2006年6月21日 | ワーナーミュージック・ジャパン | CD、デジタル・ダウンロード | WPCL-10290    | 紙ジャケット仕様完全生産限定盤                      |
| 2006年8月16日 | ワーナーミュージック・ジャパン | デジタル・ダウンロード     | N/A           | [ 17 ]                                              |
| 2012年8月22日 | ワーナーミュージック・ジャパン | SACD/CDハイブリッド        | WPCL-11148    | 紙ジャケット仕様完全生産限定盤                      |
| 2014年1月29日 | ワーナーミュージック・ジャパン | CD                         | WPCL-11734    | 廉価盤、赤帯                                        |
| 2018年7月4日  | ワーナーミュージック・ジャパン | LP                         | WPJL-10097    | 高音質180g重量盤                                    |
| 2023年9月27日 | ワーナーミュージック・ジャパン | CD                         | WPCL-13509/10 | オリジナル・カラオケ付 2023ラッカーマスターサウンド |

## Femme Fataleツアー
『Femme Fatale』（ファム・ファタル）は、日本の歌手中森明菜のコンサート・ツアー。このツアーは1988年7月から10月にかけて開催された。
概要
「Femme Fatale」は、スタジオ・アルバム『Femme Fatale』、『Stock』を引っ提げた中森の全国コンサート・ツアーである。1988年10月26日の中野サンプラザの公演にてライブ収録が行われた。その後、中森がMCAビクターへ移籍した1993年に、同公演の模様を収録したライブ映像作品『Live in '88 Femme Fatale』がリリースされた。
セットリスト

| 1. 「不思議」 2. 「Femme Fatale」 3. 「FAREWELL」 4. 「夢のふち」 5. 「まだ充分じゃない」 6. 「FIRE STARTER」 7. 「NIGHTMARE 悪夢」 8. 「CRYSTAL HEAVEN」 9. 「抱きしめていて」 10. 「So Mad」 11. 「La Liberté」 12. SING SING 〜メドレー〜 1. 「SING SING」 2. 「リンゴの唄」 3. 「ミネソタの卵売り」 4. 「嵐を呼ぶ男」 5. 「SING SING」 6. 「東京ブギウギ」 7. 「銀座カンカン娘」 8. 「カモナ・マイ・ハウス」 9. 「月光価千金」 10. 「恋のフーガ」 11. 「ラストダンスは私に」 | 1. 「TATTOO」 2. 「少女A」 3. 「1⁄2の神話」 4. 「LA BOHÈME」 5. 「DESIRE -情熱-」 6. 「BABYLON」 7. 「飾りじゃないのよ涙は」 8. 「スローモーション 9. 「アンフィシアターの夜」 10. 「ミックジャガーに微笑を」 11. 「HE'S JUST IN LOVE WITH THE BEAT」 12. 「HELLO MARY LOU」 |

ツアー日程
1988年7月20日から1988年10月26日、全国20都市23公演
| 日付（1988年） | 都道府県 | 会場                 |
| -------------- | -------- | -------------------- |
| 7月20日        | 群馬県   | 群馬県民会館         |
| 7月27日        | 神奈川県 | 横浜文化体育館       |
| 7月31日        | 千葉県   | 千葉県文化会館       |
| 8月6日         | 栃木県   | 宇都宮市文化会館     |
| 8月10日        | 埼玉県   | 大宮ソニックシティ   |
| 8月16日        | 香川県   | 高松市総合体育館     |
| 8月17日        | 愛媛県   | 愛媛県民文化会館     |
| 8月20日        | 熊本県   | 熊本市民会館         |
| 8月22日        | 福岡県   | 福岡サンパレス       |
| 8月23日        | 福岡県   | 九州厚生年金会館     |
| 8月28日        | 大阪府   | 大阪厚生年金会館     |
| 8月30日        | 兵庫県   | 神戸文化ホール       |
| 8月31日        | 兵庫県   | 神戸文化ホール       |
| 9月4日         | 愛知県   | 名古屋市民会館       |
| 9月9日         | 福島県   | 郡山市民文化センター |
| 9月14日        | 静岡県   | 静岡市民文化会館     |
| 9月18日        | 山梨県   | 山梨県民文化ホール   |
| 9月22日        | 東京都   | 中野サンプラザ       |
| 9月23日        | 東京都   | 中野サンプラザ       |
| 9月24日        | 東京都   | 中野サンプラザ       |
| 10月9日        | 埼玉県   | 浦和市民会館         |
| 10月12日       | 千葉県   | 市川市文化会館       |
| 10月26日       | 東京都   | 中野サンプラザ       |

## 参照
1. 1 2 3 4 5 6 7 8  『オリコン・ウィークリー』第10巻第31号、オリジナルコンフィデンス、1988年8月1日、11頁、通巻459号。
2. 1 2  “iTunes - ミュージック - 中森明菜「Femme Fatale」”.  Apple. 2012年12月9日閲覧。
3. 1 2 3 4  『ALBUM CHART-BOOK COMPLETE EDITION 1970 〜 2005』オリコン・マーケティング・プロモーション、2006年4月25日、455-457,883頁。ISBN 4871310779。
4. 1 2  オリコンランキング情報サービス「you大樹」
5. 1 2  “Femme Fatale | 中森明菜 | ワーナーミュージック・ジャパン - Warner Music Japan”.  ワーナーミュージック・ジャパン. 2011年4月9日閲覧。
6. 1 2 3 4 5 6  『Femme Fatale』（LP）中森明菜、ワーナー・パイオニア、1988年8月3日。L-12653。
7. 1 2  『Hotwax presents 歌謡曲 名曲名盤ガイド 1980's』シンコーミュージック・エンタテイメント、2006年7月20日、220-222頁。ISBN 440175106X。
8. 1 2  （1988年） 中森明菜『Femme Fatale』のツアー・パンフレット. ケン企画
9. 1 2 3 4  “Live in '88・Femme Fatale <5.1 version> | 中森明菜 | ワーナーミュージック・ジャパン - Warner Music Japan”.   ワーナーミュージック・ジャパン. 2011年7月23日閲覧。
10. ↑  “テレビ朝日｜ミュージックステーション”. 出演者ラインナップ > BACK NUMBER > 1988/09/02.  テレビ朝日. 2011年4月9日閲覧。
11. 1 2  『中森明菜 IN 夜のヒットスタジオ』（6DVD）中森明菜、ユニバーサルミュージック合同会社、2010年12月22日、3頁。POBD-22017/22。
12. ↑  北島由記子『AKINA』（4×12cmCD）中森明菜、ワーナーミュージック・ジャパン、1993年11月10日。WPCL-770〜3。
13. ↑  “検索結果-ORICON STYLE アーティスト/CD検索”. 1988年08月第3週の邦楽アルバムランキング情報.   オリコン. 2012年4月12日閲覧。
14. ↑  “検索結果-ORICON STYLE アーティスト/CD検索”. 1988年08月第4週の邦楽アルバムランキング情報.   オリコン. 2012年4月12日閲覧。
15. ↑  小池聡行、オリコン・ウィークリー編集部『小池聡行のオリコンデータ私書箱』オリジナルコンフィデンス、1991年1月1日、132頁。ISBN 4871310272。
16. ↑  “中森明菜 / Femme Fatale [再発] [CD] [アルバム] - CDJournal.com”.   音楽出版社. 2012年3月18日閲覧。
17. ↑  “音楽ダウンロード・音楽配信サイト　mora 〜“WALKMAN”公式ミュージックストア〜”.  レーベルゲート. 2012年12月9日閲覧。
18. ↑  “中森明菜 / Femme Fatale [SA-CDハイブリッドCD] [紙ジャケット仕様] [限定] [CD] [アルバム] - CDJournal.com”.   音楽出版社. 2012年7月26日閲覧。
19. ↑  「ぴいぷる 今週の赤まる急上昇中森明菜」『ザテレビジョン』第12巻第22号、角川書店、1993年6月4日、129頁。
20. ↑  “中森明菜/ライヴ・イン’88〜ファム・ファタール [VIDEO他] - CDJournal.com”.   音楽出版社. 2011年12月28日閲覧。